# Línea RT2
La línea RT2 de cercanías del Campo de Tarragona es un servicio ferroviario de cercanías que forma parte de Rodalies de Catalunya, que conecta las estaciones de Salou-Port Aventura y Arbós. Está operado por Renfe Operadora y circula por las líneas de ferrocarril de ancho ibérico propiedad de Adif. 

## Esquema de línea

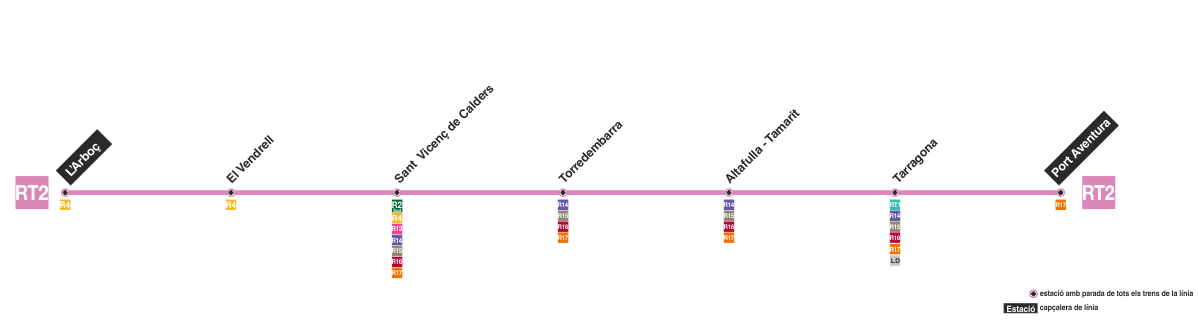
Mapa actual de la RT2 de Cercanías de Tarragona.

## Historia
La línea entró en servicio el 20 de marzo de 2014 con la creación del núcleo de cercanías del Camp de Tarragona junto con la línea RT1, uniendo Arbós con Hospitalet del Infante. El 13 de enero de 2020 el recorrido se vio acortado en Port Aventura dejando de dar servicio a Salou y Cambrils por el cierre de la línea ferroviaria de la costa entre Hospitalet del Infante y Port Aventura (actual Salou-Port Aventura) debido a la apertura de la variante del corredor mediterráneo.

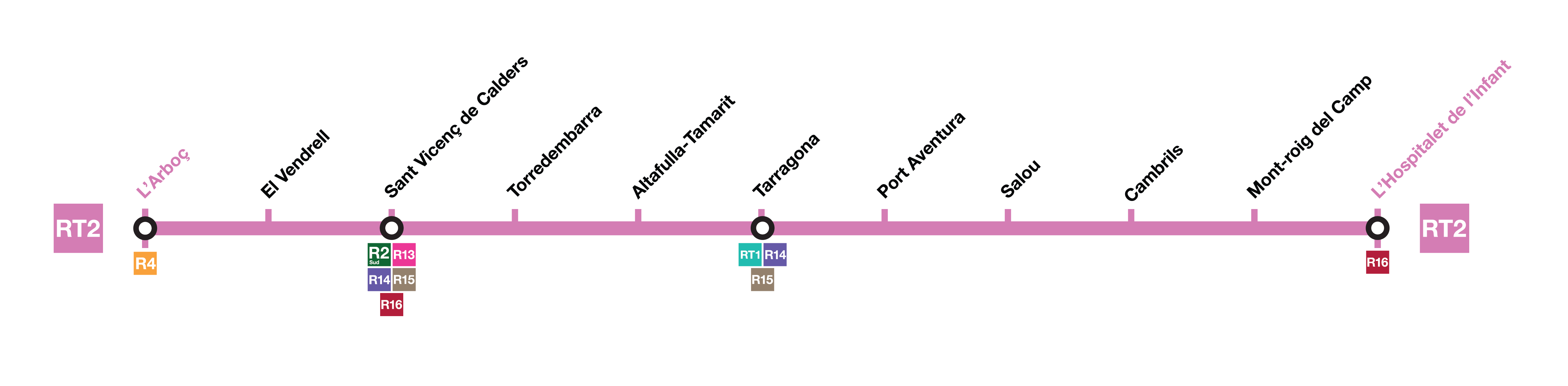
Antiguo mapa de la RT2 de Cercanías de Tarragona, previo al cierre de la línea ferroviaria de la costa entre Hospitalet del Infante y Port Aventura.